# Polysastra montana
Polysastra montana là một loài bọ cánh cứng trong họ Chrysomelidae. Loài này được Shute miêu tả khoa học năm 1983.